# Michael Schulte
Michael Schulte (født 30. april 1990 i Egernførde) er en tysk sanger og sangskriver. 
Schulte blev født i Egernførde og voksede op i Borne-Lindå og Dollerup, en landsby beliggende få kilometer øst for Flensborg i Angel/Sydslesvig. Senere gik han på Duborgskolen i Flensborg, hvor han tog studentereksamen i 2009. Derefter aftjente han sin værnepligt som civil værnepligtig på Holländerhof (Hollændergård), et beskyttet værksted for handicappede i Flensborg. Han blev kendt, da han 2011/12 deltog i det tyske tv-castingshow The Voice of Germany, hvor han fik en tredjeplads og vandt stor popularitet. Allerede i 2008 begyndte han at lægge videoer med sine sange ud på YouTube. I dag er videoerne på YouTube set af mere end 39 mio. mennesker. I 2012 udgav han sit album Wide Awake. 
I februar 2018 vandt han det tyske Melodi Grand Prix. Hans sang »You Let Me Walk Alone« er således det tyske bidrag til Eurovision Song Contest i Lissabon i maj. 